# Combat Identification Panel

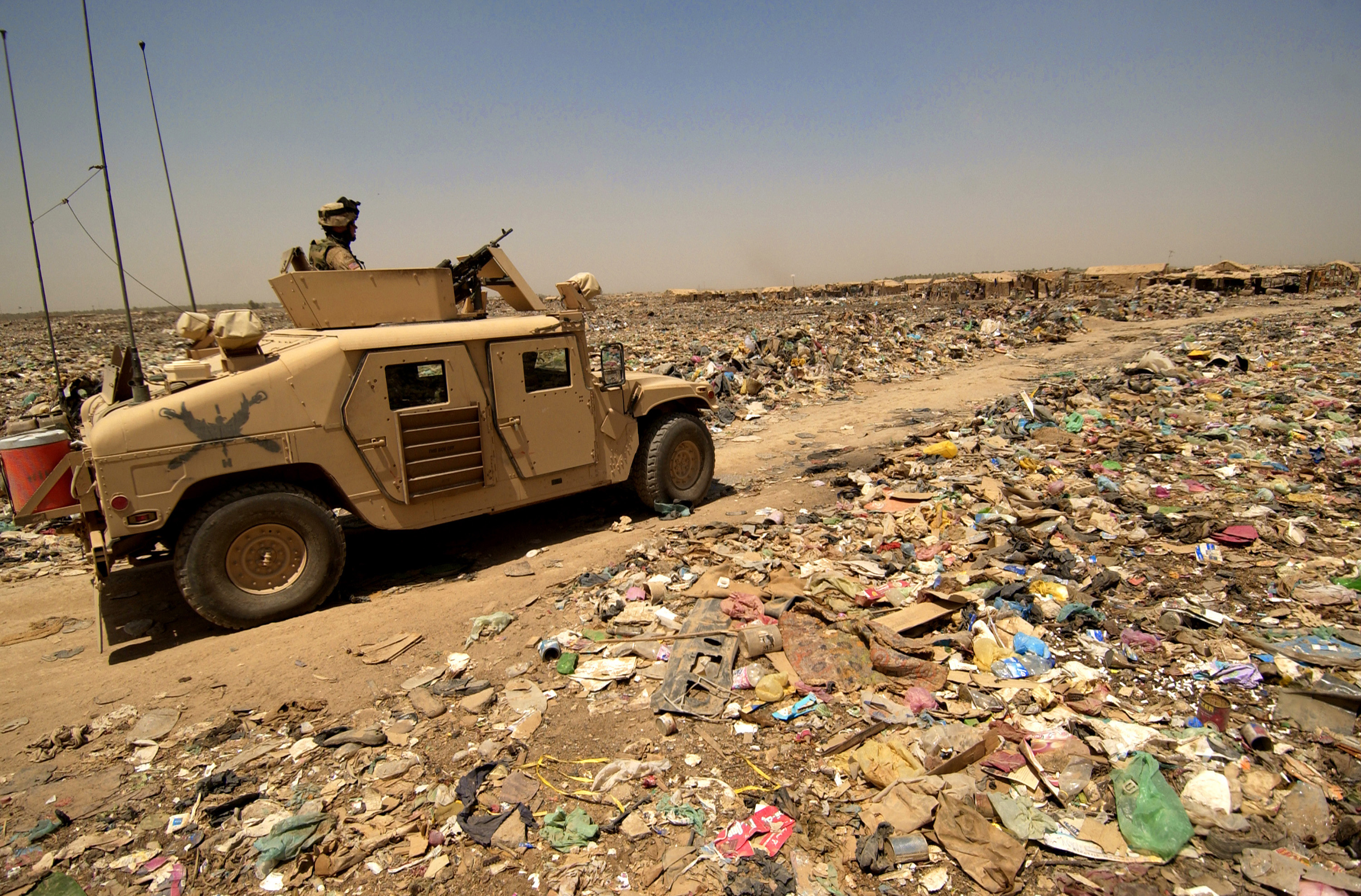
Un Humvee arborant un CIP (porte arrière droite).

Le Combat Identification Panel (CIP) est un dispositif monté sur les véhicules militaires afin de leur donner une signature infrarouge distinctive à des fins d'identification et de limitation des éventuels tirs amis.
En effet, cette plaque, plus froide et peinte avec un produit facilitant la dissipation thermique, apparaît comme foncée en thermographie, tandis que le reste du véhicule apparaît en couleur car il est plus chaud. La thermographie étant utilisée par les véhicules de combat modernes comme aide à au tir, le dispositif aide un opérateur à valider sa cible.
Le CIP est un équipement américain, notamment utilisé par les États-Unis durant la guerre du Golfe. Selon son modèle principal, ce dispositif est généralement visible sous la forme approximative d'un store vénitien sur les flancs d'un véhicule.

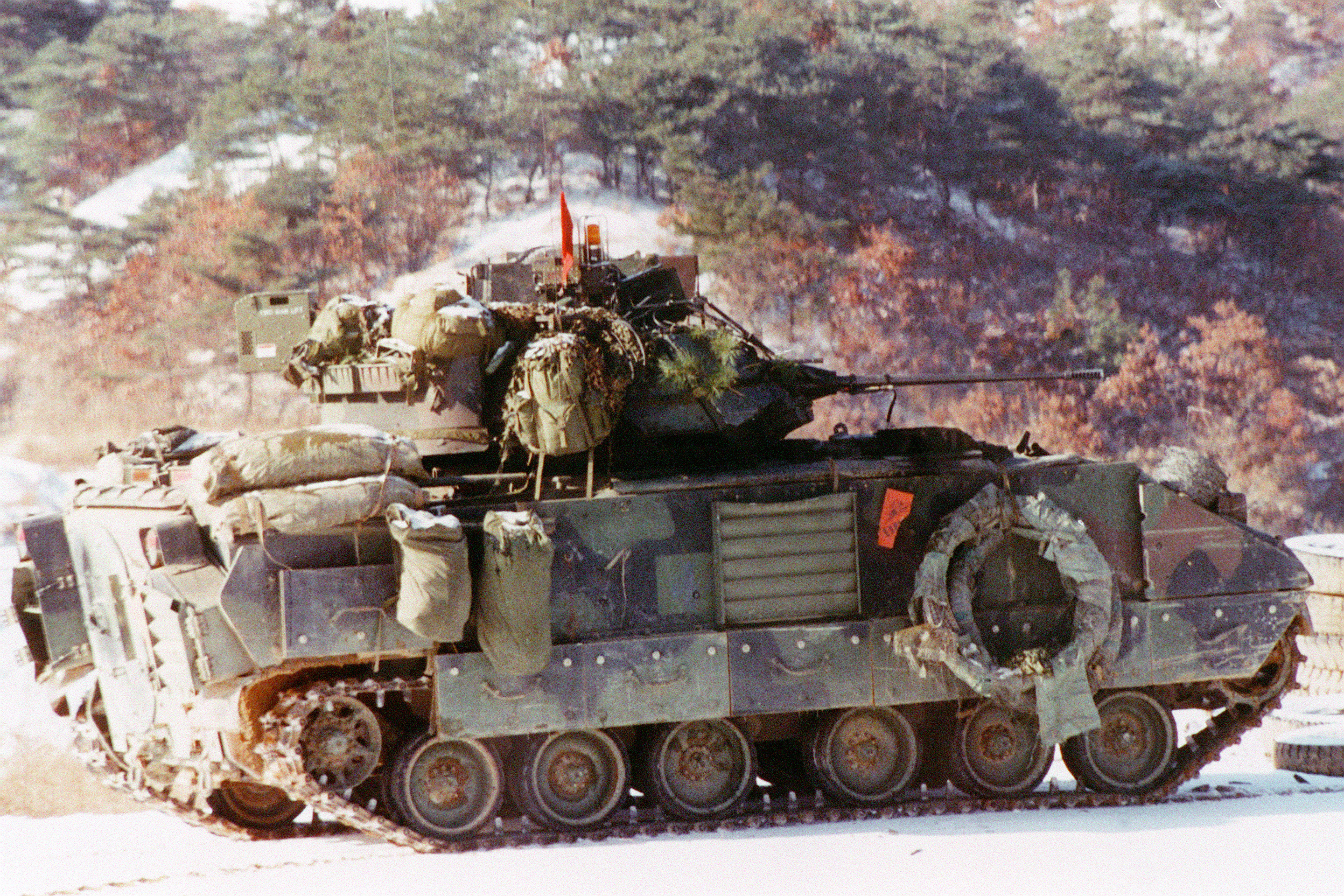
CIP sur un char M2 Bradley.